# Roberto Bonghi
Roberto Bonghi, o Roberto de Bonghi o Roberto Bongo (... – Bergamo, dicembre 1292), è stato un vescovo cattolico italiano.

## Biografia

### La nomina (1281-1289)
I Bonghi furono un'importante famiglia nobile di fazione guelfa di Bergamo, proveniente da un ramo dei illorum de Scanoil. I primi documenti risalgono al 1156 a nome di un Bungus de Scan il cui figlio Petrus de Bung viene citato in due atti del 1177 e del 1198.
Successivamente i Bonghi ottennero una posizione di rilievo tanto che il fratello di Roberto, Guidotto, nel 1230 fece parte dei costituenti la società del Popolo di Bergamo, e nel 1275 entrambi si alternarono per coprire la carica di podestà e di giudice criminale a Castione della Presolana.
Roberto Bonghi venne eletto vescovo il 21 marzo 1281, succedendo a Guiscardo Suardi, ma la sua elezione non fu certo semplice, la città e in particolare i canonici erano divisi, e non solo a causa dei due Capitoli importanti cittadini di sant'Alessandro e san Vincenzo, ma anche per una divisione tra le più importanti famiglie  e la sua elezione fu contrapposta a quella di Giovanni Avvocati mentre già copriva la carica di arcidiacono della chiesa di San Vincenzo. Per la sua consacrazione si dovette attendere otto anni.
La sua elezione però venne contestata da una quindicina di canonici che appoggiavano la candidatura di Giovanni Avvocati.
Questi si appellarono al papa, Martino IV, denunciando che il vescovo neoeletto, era persona indegna e colpevole di diversi delitti. 
Il papa mandò una commissione a controllare la veridicità delle denunce, ma l'inchiesta durò molti anni; morì il papa Martino IV e anche il suo successore Onorio IV.
Il Bonghi, dopo aver incaricato vicari ad amministrare la diocesi di Bergamo, si recò a Roma per seguire la causa in corso, ma nel 1285 successe la morte del suo antagonista e il vescovo, ormai, da anni stabile nella città papale, decise e chiese di rinunciare ai propri privilegi e alla nomina, decisione forse nata in conseguenza al timore che gli amministratori da lui nominati, non avessero adempiuto una onesta amministrazione dei beni della chiesa bergamasca.
Papa Niccolò IV, eletto nel 1288, non accettò la rinuncia del Bonghi, anzi, ordinò la ripresa del procedimento in corso, che si concluse l'anno successivo con la discolpa completa.
 Il papa volle consacrare il vescovo nella cattedrale di Rieti, con otto anni di ritardo, mandando anche una sua lettera alla diocesi di Bergamo in data 7 ottobre 1289, confermando quella che era stata la loro decisione.

### L'episcopato (1289-1291)
La consacrazione a vescovo non risolse i problemi che erano presenti nella curia di Bergamo, gli amministratori nominati dal Bonghi prima di recarsi a Roma, non vollero consegnare i bilanci e i conti della chiesa, tanto che il papa Niccolò IV, chiamò il vescovo di Brescia Berardo Maggi perché si prodigasse presso i quattro amministratori interinali, a consegnare quanto dovuto al vescovo che impossibilitato di far ritorno a Bergamo, confermò l'autorizzazione al vescovo Berardo di controllare i conti e le casse della sua diocesi, e di scoprire chi avesse mal amministrato i beni del vescovado, intimando loro l'interdetto e se insolventi di quanto a loro richiesto anche la scomunica.
Il problema  di Bergamo erano le lotte tra le famiglie. Il vescovo era dei guelfi e i Suardi, dei ghibellimi, ed erano proprio loro i suoi avversari.
Il Bonghi tornato a Bergamo, tra i primi atti confermò la scomunica a Franceschino e Vaschino di Lanfranco Suardi, filomilanesi per interesse, ritenuti da Berardo di Brescia, ambedue insolventi, ma che non videro volentieri il ritorno del vescovo a Bergamo ostile a Milano.
Dopo tanti anni finalmente il Bonghi iniziò la sua opera pastorale, principalmente cercò di riavviare l'organizzazione del clero, dando ai sacerdoti autonomia economica, anche donando beni di sua proprietà. Fece restaurare chiese, riordinare i monasteri, punendo comportamenti non conformi alla vita ecclesiastica, in particolare per gli ordini monastici, il  27 agosto 1292 consacrava la chiesa di San Francesco e l'annesso monastero, e favorì l'inserimento dell'ordine degli eremiti di sant'Agostino, nella ricostruzione della chiesa e del convento di Sant'Agostino.
Ma la sua opera da vescovo fu di breve durata, pur non conoscendo l'esatta data della sua morte, il 22 dicembre 1292 era in atto la nomina di quello che sarebbe stato il suo successore.